# Heribert Weber (Physiker)
Heribert Weber (* 6. Juli 1953 in Würzburg) ist ein deutscher Physiker. Er war von 1999 bis 2012 Präsident der Hochschule für angewandte Wissenschaften Würzburg-Schweinfurt.

## Leben
Heribert Weber studierte nach dem Abitur in Würzburg an der Julius-Maximilians-Universität Würzburg Mathematik und Physik. 1981 wurde er mit einer Arbeit über die Mechanik des Glaskörpers des Auges und zur Extrahierbarkeit von Kupferteilchen mit elektrodynamischen Methoden in Würzburg zum Dr. rer. nat. promoviert. Er war in der industriellen Forschung tätig und erhielt 1985 einen Ruf als Professor für Anwendungen der Datenverarbeitung und Automatisierungstechnik mit dem Schwerpunkt Softwaretechnik am Fachbereich Elektrotechnik an die Fachhochschule Würzburg-Schweinfurt. 
Er war Leiter des zentralen Rechenzentrums der Hochschule in der Abteilung Schweinfurt sowie Prodekan des Fachbereichs Elektrotechnik. Von 1996 bis 1999 war er Vizepräsident der Hochschule. Am 16. Dezember 1999 hat der erweiterte Senat der Fachhochschule Würzburg-Schweinfurt-Aschaffenburg Heribert Weber zum Präsidenten der Hochschule gewählt. Er trat die Nachfolge von Wolfgang Fechner an. Er begleitete die Ausgliederung der Fachhochschule Aschaffenburg und Neuordnung der Fachhochschule Würzburg-Schweinfurt. 2012 wurde Weber nach zwei Amtsperioden als Präsident verabschiedet, sein Nachfolger wurde Robert Grebner.
Weber war von 1993 bis 1995 stellvertretender Landesvorsitzender und von 1995 bis April 1997 Landesvorsitzender des Verbands der Hochschullehrer an Fachhochschulen in Bayern e. V. Er ist stellvertretender Vorstand der Gesellschaft der Förderer und Freunde der Fachhochschule Würzburg-Schweinfurt e. V. Von 2000 bis 2010 war er Vizepräsident der Virtuellen Hochschule Bayern. Seit 2003 ist Heribert Weber Ehrenmitglied der katholischen Studentenverbindung K.D.S.t.V. Guelfia zu Würzburg im CV. Seit März 2005 ist er Ehrendoktor der technischen Fakultät der Universität Pécs. Seit April 2011 ist Heribert Weber Mitglied des Hochschulrates der Hochschule Darmstadt, seit Oktober 2011 auch Mitglied des Hochschulrates der Hochschule Augsburg.
Heribert Weber ist verheiratet und hat zwei Töchter.